# Мелкий бес (фильм)
«Мелкий бес» — художественный фильм 1995 года, поставленный по одноимённому роману Фёдора Сологуба. Съёмки фильма проходили в Вологде.

## Сюжет
Учитель словесности провинциальной гимназии Передонов мечтает занять должность инспектора учебных заведений. Он просит свою дальнюю родственницу и сожительницу Варвару написать в Санкт-Петербург княгине, у которой она некогда служила, надеясь, что княгиня похлопочет о назначении. Передонов обещает сожительнице обвенчаться с ней сразу же после назначения на должность инспектора. Он заранее сообщает «лучшим людям города» о своём назначении и начинает представляться статским советником. Вскоре Варвара показывает ему письмо без конверта о скором назначении, якобы полученное из Санкт-Петербурга, но в реальности сфабрикованное ею же с помощью знакомой. Передонов не верит и требует подтверждения. Варвара просит знакомую сфабриковать ещё одно письмо и послать его через родственников в Санкт-Петербург, чтобы показать Передонову конверт и штемпель. Передонов заболевает шизофренией, которая проявляется в крайней подозрительности, мании преследования и агрессивности. Однако странности в его поведении и высказываниях не настораживают ни Варвару, ни директора гимназии — Передонов известен всему городу как невежда, пошляк и злобный интриган. Наконец, афера, задуманная Варварой, удаётся. Письмо из Санкт-Петербурга о «назначении» получено, и Передонов венчается с Варварой. На следующее утро Варвара крадёт письмо и сжигает его. Передонов, не найдя письма и столкнувшись с нарочито пренебрежительным отношением Варвары, понимает, что его одурачили. Доведённый насмешками Варвары и её любовника Володина и всё более обостряющейся болезнью до исступления, Передонов убивает их.

## Отличия от романа
В фильме присутствуют сцены, существенно отличающиеся или даже вовсе отсутствующие в романе, как-то: получение Передоновым кала в подарок во время маскарада; секс Людмилы Рутиловой с Сашей Пыльниковым и др.

## В ролях
- Сергей Тарамаев — Передонов
- Ирина Розанова — Варвара
- Геннадий Назаров — Рутилов
- Елена Майорова — Вершина
- Полина Кутепова — Людмила
- Ксения Кутепова — Валерия
- Агриппина Стеклова — Дарья
- Алексей Елистратов — Саша Пыльников
- Сергей Баталов — Володин
- Алексей Миронов — Хрипач, директор гимназии
- Татьяна Кравченко — Ершиха
- Роман Мадянов — Черепнин
- Алексей Кравченко — учитель гимнастики
- Галина Стаханова — Коковкина
- Николай Аверюшкин — доктор

## Съёмочная группа
- Автор сценария: Георгий Николаев
- Режиссёр-постановщик: Николай Досталь
- Оператор-постановщик: Валерий Шувалов
- Художники-постановщики: Леонид Платов, Андрей Платов
- Композиторы: Николай Каретников (умер во время съёмок фильма), Александр Беляев